# Mas Roig (Flaçà)
El Mas Roig és una masia de Flaçà (Gironès) inclosa a l'Inventari del Patrimoni Arquitectònic de Catalunya.

## Descripció
És un edifici rural que ha sofert nombroses modificacions i ampliacions, desenvolupat en planta baixa i un pis superior. La coberta és de teula a dues vessants en el cos principal. La façana principal, que dona a un pati, inicialment tancat, presenta una porta forana en forma d'arc de mig punt, format per grans dovelles de pedra.
Les finestres del pis estan emmarcades per carreus de pedra, ampits amb trencaaigües motllurats i llindes d'una peça amb elements ornamentals de caràcter religiós procedents de la tradició gòtica. Es va fer una important ampliació pel cantó nord-est de l'edifici primitiu, de menor interès arquitectònic i que porta la data de l'any 1923. Per la banda de sud-oest, s'han fet successives ampliacions amb construccions de caràcter agrícola que no desdiuen el conjunt.